# 원산급 기뢰부설함
원산급 기뢰부설함은 대한민국 해군의 기뢰부설함이다. 
대한민국 해군에서는 세 척의 원산급 기뢰부설함을 건조할 계획이었으나 예산상의 이유로 원산함 단 1척만이 건조되었다. 
기뢰부설함은 대한민국의 주요 해역을 방어하기 위한 방어기뢰를 대량 부설하고 적의 주요 해역에 공격기뢰를 대량 부설하며 소해작전의 지휘함 임무 수행이 가능하며 소해함에 대한 제한적인 군수지원 임무 수행이 가능하다. 또한 넓은 헬기갑판을 보유하고 있어, 헬기모함 임무 수행도 가능하다.

## 현재 취역 함정
- MLS-560 원산함.

## 제원
- 만재배수량: 3300톤
- 길이: 103m
- 전폭: 15m
- 승조원: 150명
- 최고속력: 22노트
- 무장: 76mm 함포 1문, 40mm 노봉 2문, Mk48 중어뢰 발사관 2문

## 같이 보기
- 대한민국 해군